# Casa Vallet i Xiró
La Casa Vallet i Xiró és una obra modernista de Barcelona protegida com a Bé Cultural d'Interès Local.

## Descripció
La Casa Vallet i Xiró està ubicada a l'illa del districte de l'Eixample delimitada pels carrers Bruc, Mallorca, València i Girona. Disposa d'una única façana exterior afrontada al carrer Mallorca on es troba l'accés principal, i una façana interior afrontada al pati de l'illa.
Es tracta d'un edifici entre mitgeres de planta rectangular, amb una estructura en alçat que comprèn una planta baixa, principal i quatre plantes pis, tot cobert per un terrat pla transitable. L'accés principal dona pas a una zona de vestíbul i a un celobert central rectangular en el qual s'hi localitza l'escala de veïns i l'ascensor.
La planta baixa, resolta en semisoterrani i entresòl, conté tres obertures: la porta l'entrada, a doble alçada, i unes originals dobles obertures situades simètricament a l'anterior. Destaca el joc d'arcades i elements ovals que delimiten el seu perfil. A la resta de la façana destaquen les dues tribunes corresponents a la planta principal, els balcons amb treball de forja a les baranes, i el capcer decorat amb un gran ull de bou amb decoració floral, bustos femenins i diferents símbols. Resulta evident la plasmació dels quatre eixos de composició de la façana i la seva simetria.
S'hi accedeix a l'edifici a través del vestíbul de la porta principal, un espai profusament decorat amb treballs de guix, esgrafiats i pintures. Depassat aquest espai trobem a l'esquerra l'escala de veïns, al centre l'ascensor i a la dreta la porteria.